# Шри Кесари Вармадева

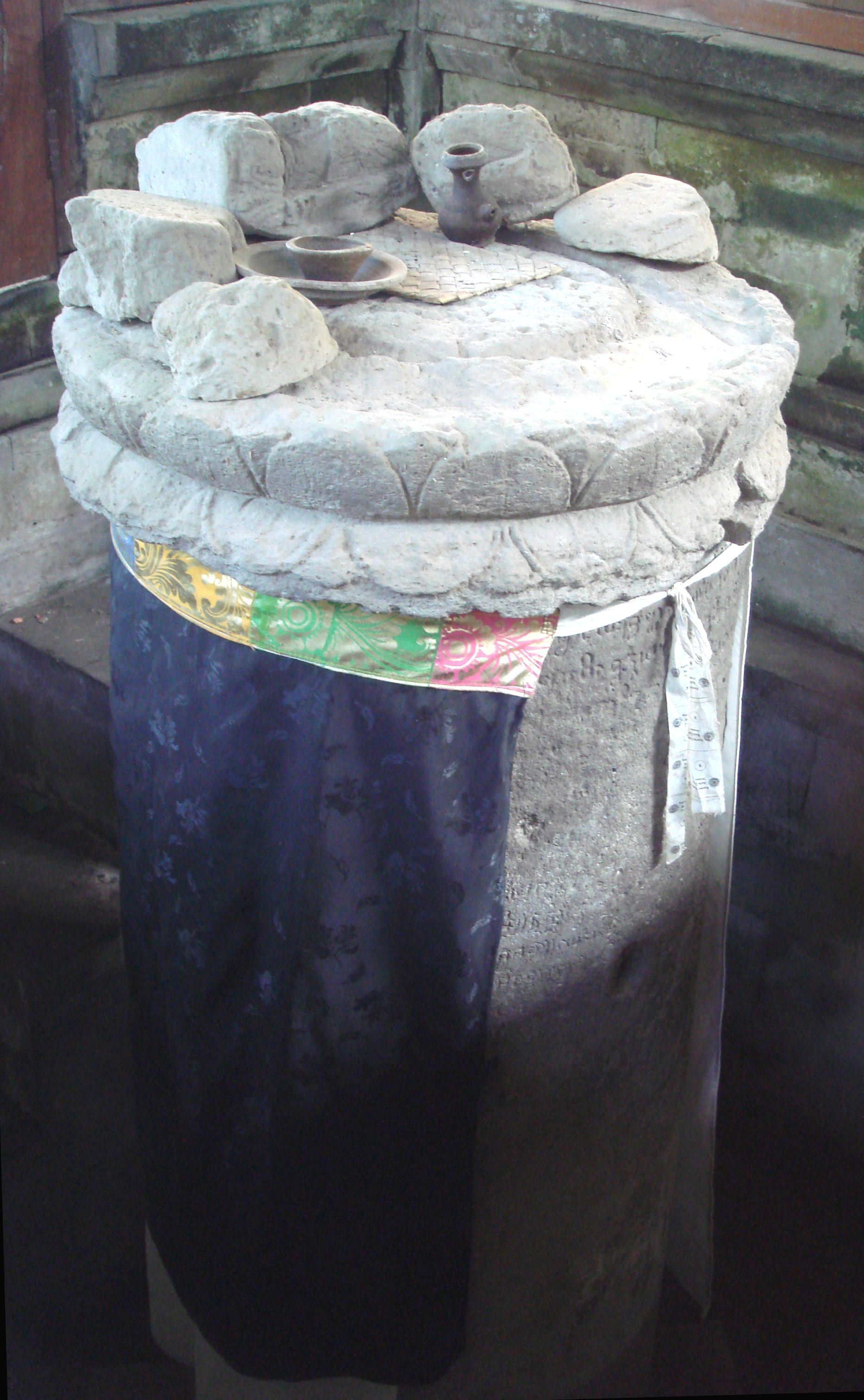
Столб Беланджонг в Сануре датируется 914 годом нашей эры и свидетельствует о контактах между Бали и Индийским субконтинентом.

Шри Кесари Вармадева (произносится как Śrī Kesarī Varmadeva в транслитерации IAST) — первый из балийских правителей, чье имя записано в письменной виде. Он установил четыре надписи, в том числе знаменитую надпись 914 г. н. э. на столбе Беланджонг («Прасасти Бланджонг») в южном Сануре.

## Правление
Шри Кесари — первый балийский король, чье имя упоминается в надписях. Столб Беланджонг дает ему имя Шри Кесари Варма (дева). Часть имени -дева не появляется четко на камне, но является предположением, основанным на обычном использовании титула Вармадева в более поздних балийских надписях. В других надписях его имя сокращено до Шри Кесари, альтернативно пишется Шри Кесари и Шри Кайсари. Титул Шри Кесари в столбе Бланджонг — samasta-samanta-adhipatiḥ , который лучше всего переводится как «вселенский суверен», а не как его более поздние значения «губернатор» или «визирь».
Шри Кесари — первый балийский король, использовавший титул Вармадева (если принять предположительное прочтение -дева), и поэтому его часто считают основателем династии Вармадева. Несколько поколений более поздних балийских королей использовали этот титул, в том числе знаменитый король Удаяна Вармадева. Однако существует мало подробной информации о том, как различные монархи по имени Вармадева были связаны друг с другом. Таким образом, термин «династия» в этом контексте обычно относится к группе монархов, которые имеют общий элемент в своих титулах, а не к наследственному происхождению.
Все надписи времен правления Шри Кесари были выпущены в месяце Пхалгуна 835 года Шака, что примерно соответствует февралю 914 года нашей эры. В более ранних балийских надписях нет имен королей, поэтому невозможно установить ограничение на то, как рано началось правление Шри Кесари. Самая ранняя надпись о следующем балийском царе Уграсене датирована 12 июля 915 года, поэтому можно сделать вывод, что правление Шри Кесари закончилось где-то между февралем 914 года и июлем 915 года нашей эры.
В столбе Беланджонг есть географические ссылки на «остров Бали» (Vāli-dvīpa) и на дворец под названием Симхадвала, хотя историк Дамаис читал его Симхарччала. Это может быть название дворца Шри Кесари (parhajyan), упомянутого в других надписях. Некоторые историки часто отождествляют Симхадвала с Симхамандавой, упомянутой в более ранних надписях, которая, как полагают, находится где-то в центре Бали. В переработанном издании Национальной истории Индонезии говорится, что «пока не ясно, как были связаны Синмхадвала и Синмхамандава».
Было высказано предположение, что Шри Кесари был буддийским королем династии Сайлендра, возглавлявшим военную экспедицию с целью установления буддийского правительства Махаяны на Бали. Однако эта теория не подтверждается явными свидетельствами из собственных надписей Шри Кесари.